# نورا بستاني
نورا نعمان بستاني صحفية ومعلمة لبنانية أمريكية معروفة بتغطيتها لقضايا الشرق الأوسط وحقوق الإنسان. 
عملت بستاني في يونايتد برس إنترناشيونال في لبنان لمدة عامين بعد تخرجها من المدرسة. واجهت مشكلة في الحصول على وظيفة في الصحافة في البداية في السبعينيات لأنها، كما كان المحررون يخبرونها، لم تكن لديها أي خبرة و «لم يكونوا يوظفون النساء».  خلقت دورًا لنفسها كونها خبيرة محلية، تساعد المراسلين الأمريكيين والبريطانيين المعروفين الذين كانوا في بيروت في مهام قصيرة الأجل.
بدأت بستاني العمل كصحافية حرّة لصحيفة واشنطن بوست ابتداءً من عام 1979. ثمّ تعيّنت كموظفة في عام 1988 في وقت غادر فيه العديد من المراسلين الأجانب بيروت خوفًا من التعرض للاختطاف. في هذه الحالة، ساعدها كونها أنثى، كما أوضحت «كان يعتقد... أنه أكثر أمانًا للنساء لأن الجماعات الإسلامية لا تريد الاتصال بالإناث في حالة الأسر. كان لدينا وصول هائل.» أثناء عملها لواشنطن بوست، غطت حرب لبنان وعاصفة الصحراء والاضطرابات والصراعات في غزة والجزائر من موقعها في بيروت. كانت مراسلة في الجزائر وليبيا والمملكة العربية السعودية واليمن والكويت والعراق وإيران، وتتحدث أربع لغات: الإنجليزية والعربية والفرنسية والألمانية.  كتبت عمودًا بعنوان «برقيات دبلوماسية» عن المجتمع الدبلوماسي في واشنطن، نُشر مرتين أسبوعياً.
حصلت على جائزة جورج بولك للصحافة الأجنبية عام 1987 لتغطيتها محنة اللاجئين الفلسطينيين في لبنان.  في عام 1992، حصلت على جائزة الخدمة المتميزة من جامعة ويسكونسن في كلية ماديسون للصحافة والإعلام الجماهيري. تركت العمل في واشنطن بوست عام 2008 بعد 30 عامًا تقريبًا من العمل، حيث حصلت على تعويض تقاعد مبكر عندما خفضت الصحيفة عدد موظفيها بنسبة 10٪.
كانت زميلة كاتبة مقيمة لعامي 2009-2010 في معهد عصام فارس للسياسة العامة والشؤون الدولية في الجامعة الأمريكية في بيروت. تدرّس حاليًا الصحافة في الجامعة الأمريكية في بيروت. هي عضو في مجلس إدارة متحف بيروت للفنون.

## النشأة والتعليم
نشأت نورا البستاني في بيروت ولها أخت توأم وأخ. تخرجت من الجامعة الأمريكية في بيروت عام 1975. حصلت على ماجستير الصحافة من جامعة ميسوري عام 1976. تعيش في بيروت.